# Севск
Севск — город в России, административный центр Севского района Брянской области с населением 6732 чел. (2021). Расположен в 121 км к югу от Брянска и в 30 км от границы России и Украины.
Город расположен на притоке Неруссы реке Сев (бассейн Днепра). Является самым южным из всех городов региона.

## История
Севск — один из древнейших городов современной Брянской области. Наряду с Новгородом-Северским, Путивлем и Рыльском он был одним из городов исторической Северщины (Северской земли).

### Древняя история города
Археологические исследования свидетельствуют о раннем заселении территории Севска. На его месте находились поселения юхновской и роменской культур. Впервые Севск упоминается под 1146 годом в двух летописях — Воскресенской и Ипатьевской. В то время город входил в состав Чернигово-Северской земли. Большая часть обломков керамики, найденных археологами, датируется XIV—XV веками.

### Севск в XVI—XVII веках
В годы правления Бориса Годунова (1585—1605) на заброшенном городище Севска боярином Андреем Воейковым возведён острог. 
В январе 1605 года в Севском и Чемлыжском острожках расположились главные силы Лжедмитрия I. В 1619 году разрушенный в Смутное время острог восстанавливается и с этого времени Севск начинает постоянно фигурировать в источниках как город с воеводским управлением. Постепенно вокруг Севска складывается собственный уезд (ранее эта территория относилась к Брянскому уезду). 
В первой половине XVII века Севск был разграблен и сожжён перекопскими татарами. В середине XVII века Севская крепость вошла в систему вновь созданных оборонительных сторож вдоль юго-западных рубежей. Удобное местоположение способствовало созданию здесь сильной крепости, сыгравшей в истории России заметную роль. Севск был известен как крупный торговый центр не только на Руси, но и на Западе. В 1634 году оборона Севска от поляков сыграла важную роль для завершения Смоленской войны. В конце 1650-х годов Севск становится военно-административным центром Севского (Северского) разряда в составе Русского царства. В 1668 году в битве под Севском было разбито крупное крымско-казацкое войско. После 1683 года город многократно вырос за счёт стрельцов и других служилых людей, высланных сюда из Москвы после стрелецких бунтов. В конце XVII века в Севске чеканилась серебряная монета для украинских территорий, вошедших в состав России — севский чех. В 1687 году в Севске был обезглавлен 32-й Черниговский полковник Григорий Самойлович (сын гетмана Ивана Самойловича).

### Севск в XVIII веке
В XVIII веке оборонное значение Севска ослабевает, поскольку границы России отодвигаются на юг и запад. В нём организуется гражданское управление. Городу был пожалован герб и генеральный план застройки. Военные люди расселяются на окраинах города. В Севске и его окрестностях до сих пор существуют Стрелецкая, Пушкарная, Солдатская слободы, деревня Рейтаровка.
С разделением России на губернии в начале XVIII века Севск был причислен к Киевской губернии. В 1719 году он становится центром Севской провинции, включавшей 9 городов: Севск, Трубчевск, Брянск, Карачев, Кромы, Рыльск, Путивль, Недригайлов и Каменный с их окру́гами (уездами). В 1727 году Севск был передан в Белгородскую губернию, разделённую на три провинции, из которых Севская провинция являлась самой многолюдной (из 700 тысяч населения губернии на неё приходилось 300 тысяч).
В 1778 году Севск становится центром Севского уезда в составе Орловского наместничества. В это время решено было перестроить город по новому плану, разбив его на правильные квадраты. Жители города занимались ремёслами, торговлей и ямским промыслом.

### Благоустройство города
В 1880-е годы через Севский уезд пролегла первая железнодорожная линия, однако сам Севск оказался в стороне от неё, что отразилось на развитии промышленности и торговли. В то же время, многое было сделано в благоустройстве города: проведены водопровод, центральные улицы получили газовое освещение, главная улица замощена булыжником. В восточной части города, на высоком берегу Сева построили здание земской управы. 
В северо-западной части города в 1913 году было возведено большое двухэтажное здание, специально предназначенное для учреждённого в 1909 году Севского реального училища. Училище стало одним из культурных центров города, здесь проходили литературные вечера, устраивались концерты, ставились любительские спектакли. В 1917 году училище закончил будущий ректор МГУ, известный математик И. Г. Петровский.

### Во время ВОВ
1 октября 1941 года в рамках операции «Тайфун» 2-я танковая группа Гудериана группы армий «Центр» прорвала на своём центральном участке оборону 13-й армии Брянского фронта А. И. Ерёменко на всю глубину и продвинулась на 60 км. 1 октября 24-й мотокорпус занял Севск. 
Город был освобождён 2-й танковой армией 2 марта 1943 года в рамках Дмитриев-Севской операции, но 27 марта снова захвачен немцами. Окончательно освобождён в сентябре 1943 года в рамках Брянской операции.

## Население
| 1856  | 1897  | 1913    | 1926  | 1931  | 1939  | 1959  | 1970  | 1979  | 1989  |
| ----- | ----- | ------- | ----- | ----- | ----- | ----- | ----- | ----- | ----- |
| 5800  | ↗9200 | ↗11 400 | ↘8600 | ↘6600 | ↗6906 | ↘6159 | ↗7222 | ↗7484 | ↗7820 |
| 1992  | 1996  | 1998    | 2000  | 2001  | 2002  | 2003  | 2005  | 2006  | 2007  |
| ↗8000 | ↗8100 | ↘8000   | ↘7900 | ↘7800 | ↘7660 | ↗7700 | ↘7600 | ↘7500 | →7500 |
| 2008  | 2009  | 2010    | 2011  | 2012  | 2013  | 2014  | 2015  | 2016  | 2017  |
| →7500 | ↘7460 | ↘7282   | ↗7300 | ↘7124 | ↘7094 | ↘6931 | ↘6847 | ↘6752 | ↘6723 |
| 2018  | 2019  | 2020    | 2021  |       |       |       |       |       |       |
| ↘6663 | ↘6616 | ↘6563   | ↗6732 |       |       |       |       |       |       |

На 1 января 2025 года по численности населения город находился на 1036-м месте из 1124 городов Российской Федерации.
Национальный состав
По итогам переписи населения 2020 года проживали следующие национальности (национальности менее 0,1 % и другое, см. в сноске к строке «Другие»):
| Национальность | Численность, чел. | Доля     |
| -------------- | ----------------- | -------- |
| Русские        | 6343              | 94,22 %  |
| Украинцы       | 28                | 0,42 %   |
| Армяне         | 22                | 0,33 %   |
| Татары         | 9                 | 0,13 %   |
| Таджики        | 7                 | 0,10 %   |
| Другие         | 323               | 4,80 %   |
| Итого          | 6732              | 100,00 % |

## Экономика
В городе работают: производитель свежих сыров и сливочного масла «Unagrande company» (бывший "Умалат"), хлебозавод «ООО "Возрождение"». К югу от города расположен международный автомобильный пограничный переход «Троебортное».

## Достопримечательности
Исторический центр города — Городок — представляет собой остатки крепости с дубовыми стенами, которые просуществовали до XVIII века. В досоветский период на территории Городка действовала Знаменская церковь (разрушена в 1930-х годах). В 1990-е и 2000-е годы на территории Городка проводили городские праздники
Ранее на территории города располагалось 12 церквей. Ныне в Севске четыре действующих храма и три монастыря, в том числе Преображенский монастырь.

## Севское кладбище мамонтов
У Севска (Деснинское левобережье) в карьере по добыче песка находится крупнейшее в Европейской части России и одно из крупнейших в мире скопление остатков костей мамонтов. Его раскопки проводились под руководством Е. Н. Мащенко. Не менее 33 мамонтов погибло во время локального суперполоводья. Всего на костище было обнаружено более 1000 остатков. Туши мамонтов были занесены течением в старицу, которая со временем превратилась в заболоченный водоём. Для костеносного горизонта получены радиоуглеродные даты 13 950±70 и 13 680±60 лет назад. Скелет маленького мамонтёнка находится в музее Севска (основная же масса остатков находится в палеонтологическом музее им. Ю. А. Орлова в Москве).